# Foetidia vohemarensis
Foetidia vohemarensis är en tvåhjärtbladig växtart som beskrevs av Jean Marie Bosser. Foetidia vohemarensis ingår i släktet Foetidia och familjen Lecythidaceae. Inga underarter finns listade i Catalogue of Life.